# Meridià 38 a l'est
El meridià 38 a l'est de Greenwich és una línia de longitud que s'estén des del pol Nord travessant l'oceà Àrtic, Europa, Turquia, Àfrica, l'oceà Índic, l'oceà Antàrtic i l'Antàrtida fins al pol Sud.
El meridià 38 a l'est forma un cercle màxim amb el meridià 142 a l'oest. Com tots els altres meridians, la seva longitud correspon a una semicircumferència terrestre, uns 20.003,932 km. Al nivell de l'Equador, és a una distància del meridià de Greenwich de 4.230 km.

## De Pol a Pol
Començant en el pol Nord i dirigint-se cap al pol Sud, aquest meridià travessa:
| Coordenades                             | País, territori o mar    | Notes                                        |
| --------------------------------------- | ------------------------ | -------------------------------------------- |
| 90° 0′ N, 38° 0′ E / 90.000°N,38.000°E  | Oceà Àrtic               |                                              |
| 81° 0′ N, 38° 0′ E / 81.000°N,38.000°E  | Mar de la Reina Victòria |                                              |
| 80° 23′ N, 38° 0′ E / 80.383°N,38.000°E | Mar de Barents           |                                              |
| 68° 33′ N, 38° 0′ E / 68.550°N,38.000°E | Rússia                   | Península de Kola                            |
| 66° 4′ N, 38° 0′ E / 66.067°N,38.000°E  | Mar Blanc                |                                              |
| 64° 52′ N, 38° 0′ E / 64.867°N,38.000°E | Rússia                   | Península d'Onega                            |
| 64° 8′ N, 38° 0′ E / 64.133°N,38.000°E  | Mar Blanc                | Badia d'Onega                                |
| 63° 55′ N, 38° 0′ E / 63.917°N,38.000°E | Rússia                   | Passa just a l'est de Moscou                 |
| 49° 58′ N, 38° 0′ E / 49.967°N,38.000°E | Ucraïna                  |                                              |
| 47° 6′ N, 38° 0′ E / 47.100°N,38.000°E  | Mar d'Azov               | Badia de Taganrog                            |
| 46° 38′ N, 38° 0′ E / 46.633°N,38.000°E | Rússia                   |                                              |
| 46° 24′ N, 38° 0′ E / 46.400°N,38.000°E | Mar d'Azov               |                                              |
| 46° 2′ N, 38° 0′ E / 46.033°N,38.000°E  | Rússia                   |                                              |
| 44° 34′ N, 38° 0′ E / 44.567°N,38.000°E | Mar Negre                |                                              |
| 40° 59′ N, 38° 0′ E / 40.983°N,38.000°E | Turquia                  |                                              |
| 36° 48′ N, 38° 0′ E / 36.800°N,38.000°E | Síria                    |                                              |
| 32° 57′ N, 38° 0′ E / 32.950°N,38.000°E | Jordània                 |                                              |
| 31° 44′ N, 38° 0′ E / 31.733°N,38.000°E | Aràbia Saudita           |                                              |
| 24° 6′ N, 38° 0′ E / 24.100°N,38.000°E  | Mar Roig                 |                                              |
| 18° 47′ N, 38° 0′ E / 18.783°N,38.000°E | Sudan                    | Illa de Talla Talla                          |
| 18° 46′ N, 38° 0′ E / 18.767°N,38.000°E | Mar Roig                 |                                              |
| 18° 29′ N, 38° 0′ E / 18.483°N,38.000°E | Sudan                    |                                              |
| 17° 33′ N, 38° 0′ E / 17.550°N,38.000°E | Eritrea                  |                                              |
| 14° 46′ N, 38° 0′ E / 14.767°N,38.000°E | Etiòpia                  |                                              |
| 3° 44′ N, 38° 0′ E / 3.733°N,38.000°E   | Kenya                    |                                              |
| 3° 49′ S, 38° 0′ E / 3.817°S,38.000°E   | Tanzània                 |                                              |
| 11° 17′ S, 38° 0′ E / 11.283°S,38.000°E | Moçambic                 |                                              |
| 17° 20′ S, 38° 0′ E / 17.333°S,38.000°E | Oceà Índic               |                                              |
| 60° 0′ S, 38° 0′ E / 60.000°S,38.000°E  | Oceà Antàrtic            |                                              |
| 69° 47′ S, 38° 0′ E / 69.783°S,38.000°E | Antàrtida                | Terra de la Reina Maud, reclamat per Noruega |